# Amy Macdonald
Amy Elizabeth Macdonald (Bishopbriggs, Escocia; 25 de agosto de 1987), conocida artísticamente como Amy Macdonald, es una cantautora y multiinstrumentista británica de rock alternativo. Alcanzó el éxito internacional gracias a su álbum debut, This Is the Life, que se lanzó el 30 de julio del 2007 y se convirtió en un éxito masivo al vender, hasta la fecha, más de 15 millones de copias a nivel mundial. Su primer sencillo, «Poison Prince», se lanzó el 7 de mayo del 2007. Su single «This is The Life» ha vendido 10 millones de copias en los Estados Unidos y se ubicó en la posición número uno de las listas en dicho país, así como también en varios más, como el Reino Unido, Canadá, Nueva Zelanda o Australia. En total, a lo largo de su carrera artística ha vendido alrededor de 32 millones de álbumes en todo el mundo.
Macdonald tocó en pocas ocasiones en conciertos acústicos a los 15 años de edad con su guitarra en pequeñas salas. Ha tocado en festivales de música como Glastonbury, Hyde Park, T in the Park y V Festival.

## Primeros años
Macdonald asistió al instituto de Bishopbriggs. Es autodidacta, tocó con la guitarra de su padre, inspirada por Travis en T in the Park en 2000, donde escuchó una canción de Travis, "Turn", y quiso tocarla ella misma. Comenzó a tocar en pubs y cafeterías cerca de Glasgow a los 15 años.

## Carrera musical

### Inicios
Macdonald envió un CD demo en respuesta a un anuncio puesto en New Musical Express (NME), por parte de una nueva productora creada por los compositores Pete Wilkinson y Sarah Erasmus, llamada Melodramatic Records.

En una entrevista con HitQuarters, Wilkinson dijo que él estaba "literalmente horrorizado" con sus habilidades de compositora cuando escuchó a Macdonald tocar las canciones "This Is the Life" y "Mr Rock 'n' Roll."
Dije: "Amy, ¿Quién ha escrito estas canciones?". A lo cual ella respondió: "Yo." "No, no lo hiciste," riéndome, repondí, esperando que ella realmente lo había hecho. Ella contestó: "¡Claro que lo hice!" Le dije que poseía mucho talento, y en el momento que ella escribió las canciones recordé su voz, fuera de 500 demos presentados, era una buena señal.

—Pete Wilkinson
Wilkinson pasó cerca de ocho o nueve meses grabando demos con Amy en su estudio con el fin de asegurar un contrato de grabación para su nuevo cliente. En el 2007, Macdonald firmó un contrato con Vertigo.
Macdonald recibió su primera cobertura de prensa cuando se le preguntó sí el ganador del 2007 en The X Factor, Leon Jackson, sufría de amigdalitis, refiriéndose a ello como "lazyitis". Macdonald tuvo amigdalitis al mismo tiempo pero igual se presentó en Glasgow y en el show Hogmanay Live esa misma noche.

### This Is the Life(2007-2009)

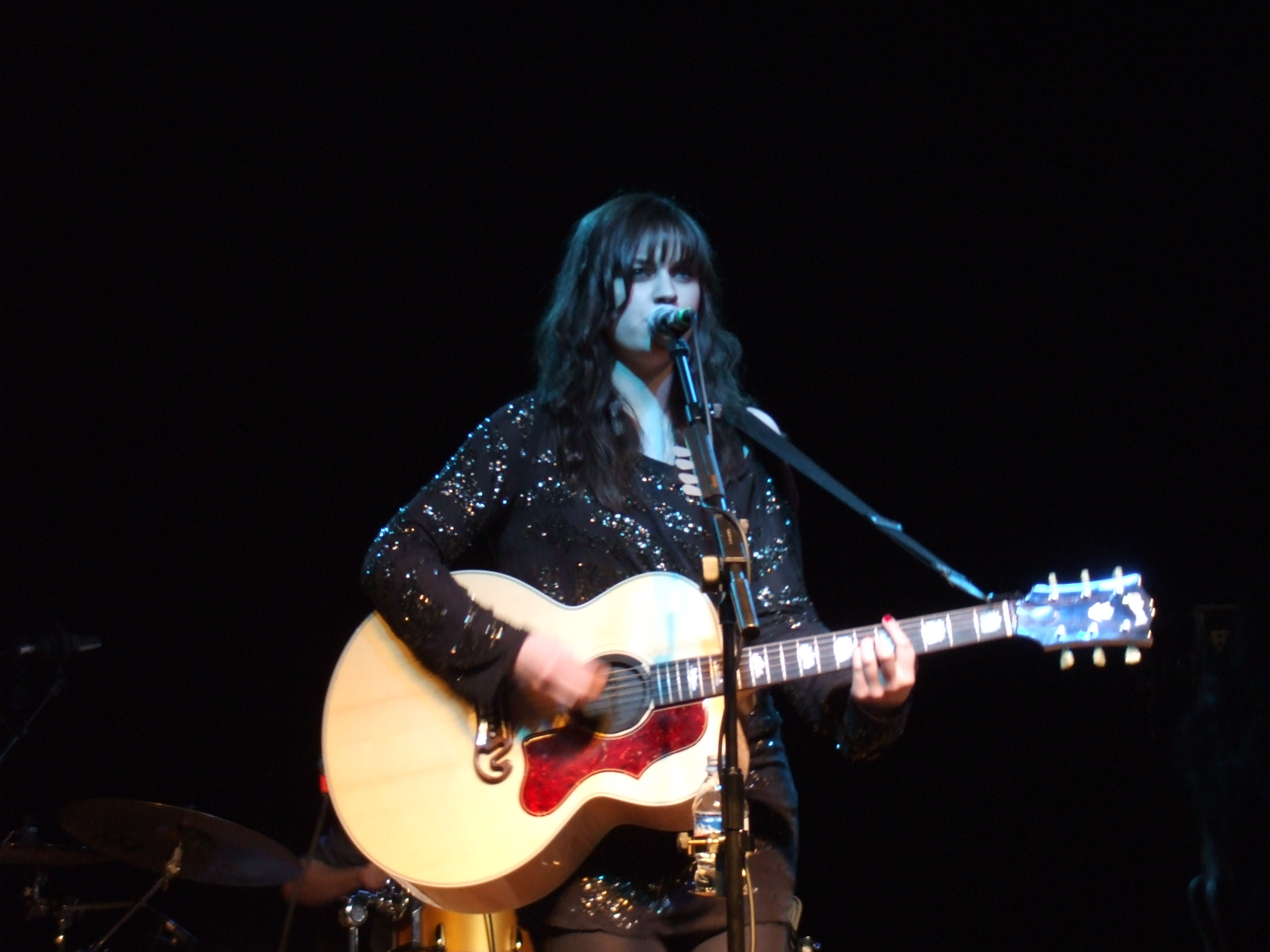
Amy MacDonald en 2008 en el Wulfrun Hall, en Wolverhampton.

En 2007, Macdonald lanzó su álbum debut, titulado This Is the Life. El álbum vendió 3 millones de copias, y llegó al número uno en Reino Unido, Países Bajos, Suiza, y Dinamarca. El primer sencillo del álbum, "Poison Prince", fue solo un lanzamiento limitado. 
El cuarto sencillo fue el que más triunfó, "This Is the Life", se adjudicó la 28.ª posición en Reino Unido, pero fue número uno en otros cinco países europeos. El sencillo fue premiado Platino en Alemania y Bélgica y Oro en España y Suiza.
Su 5.º sencillo, "Run", se adjudicó el puesto 36 en Alemania. El sexto y último sencillo fue relanzado de "Poison Prince", pero llegó en las listas con el número 148 en Reino Unido, la posición más baja de Macdonald.
La canción "Youth of Today" fue elegida como el primer sencillo que apareció en el programa de Bebo/iTunes, "Free Single of the Week".

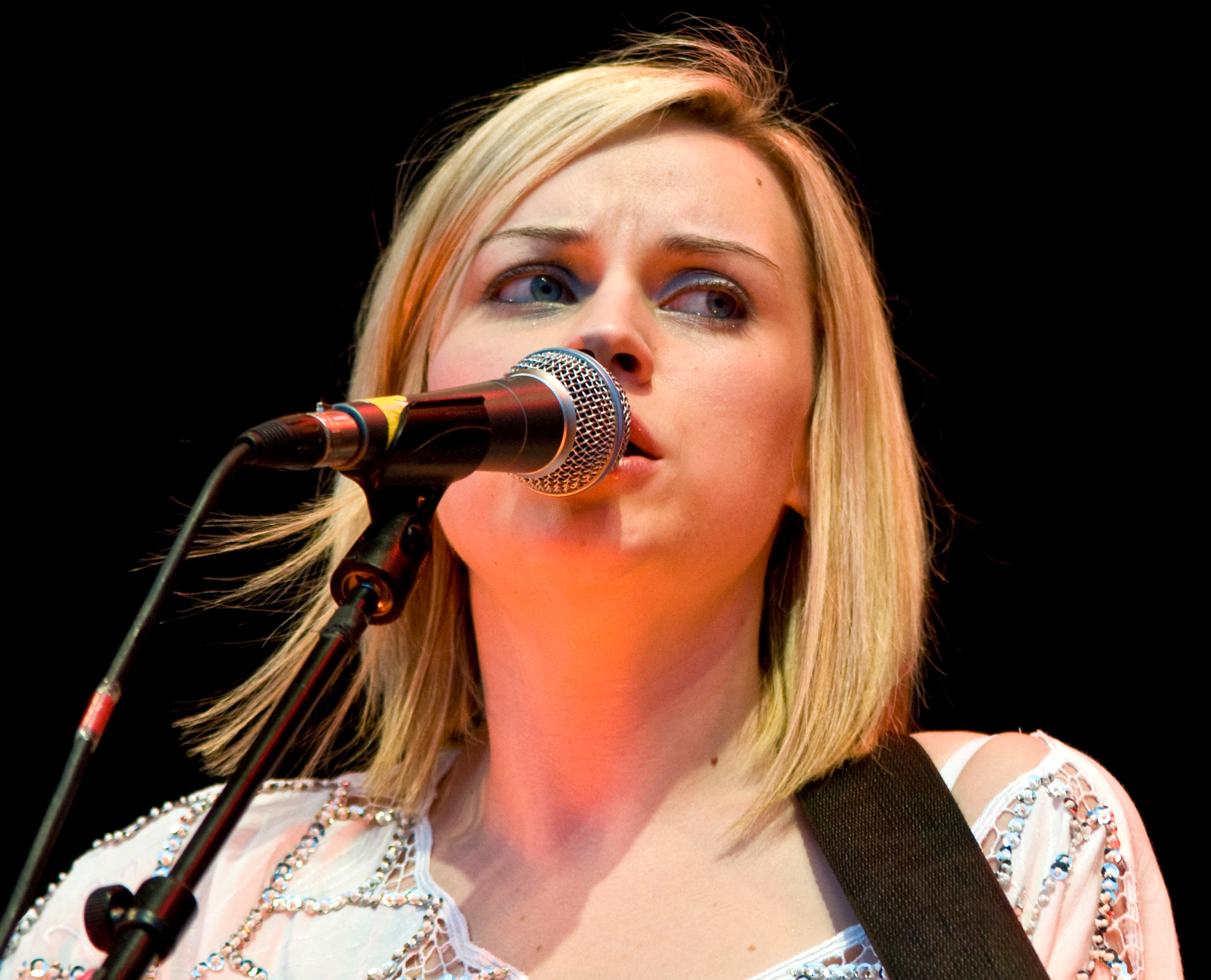
Amy Macdonald en 2008 en Suecia

Apareció como invitada musical en programas británicos y extranjeros, incluyendo The Album Chart Show, Loose Women, Friday Night Proyect, Taratata (Francia), y This Morning. Ganó el premio a mejor debutante en los premios Silver Clef.

### A Curious Thing(2010)
Macdonald comenzó a escribir las canciones para su segundo álbum en primavera del 2009, en un breve descanso de su gira. Por primera vez comenzó a estudiar minuciosamente a través de viejos cuadernos, buscando ideas para canciones, a diferencia de su álbum debut, que consiste en la mayoría de canciones que escribió de inmediato. La mayoría de las canciones fueron inspiradas en personalidades de la vida real o eventos de su vida diaria. Escribió "Spark" para el niño asesinado Jamie Bulger, después de mirar un programa de televisión de su asesinato. "What Happiness Means To Me" está dedicada a su prometido, el futbolista Steve Lovell, mientras que "An Ordinary Life" es inspirada en torno a los actores escoceses, como Gerard Butler en una fiesta que él tuvo en Glasgow a fines del 2009 para marcar la apertura de su película Law Abiding Citizen. "My Only One" es sobre sus abuelos fallecidos y en parte sobre Michael Jackson. Las canciones fueron grabadas en los estudios Weller's BlackBarn en Surrey.
Macdonald comenzó a trabajar en su segundo álbum en el 2009. Ella dijo, "Algunos de los sonidos son sorprendentes y hemos logrado convencer a unos de mis artistas favoritos para estar en algunas de ellas, pero tendrán que esperar y ver." El segundo álbum, titulado A Curious Thing, fue lanzado el 8 de marzo de 2010.
Fue precedido por su lanzamiento el primer sencillo, "Don't Tell Me That It's Over", una semana después el 1 de marzo de 2010. El sencillo fue lanzado en la radio de Reino Unido el 11 de enero. Amy presentó el nuevo sencillo en Simon Mayo Show en BBC Radio 2 el mismo día. "Don't Tell Me That It's Over" ha sido lanzado en radios en países como Reino Unido, Suiza, Alemania, y Francia. El segundo sencillo del álbum "Spark" fue lanzado el 10 de mayo de 2010 en descarga digital. Macdonald también confirmó que estaría haciendo giras en Reino Unido y otras partes de Europa en el 2010.
El tercer sencillo del álbum, "This Pretty Face" fue lanzado el 19 de julio de 2010. También, Macdonald confirmó que embarcaría un tour, titulado The Love Love Tour.
El 12 de junio de 2012 salió a la venta en España su tercer álbum , Life in a Beautiful Light.

### Life in a beautiful light(2012)
Life in a beautiful light es el tercer álbum de Amy MacDonald. Con Slow it down como primer sencillo.
Un disco grabado entre los estudios "State of the Ark" de Richmond y en el estudio Mayfield de Surrey. Producido por su colaborador de siempre y mánager, Pete Wilkinson, y mezclado por Bob Clearmountain.
"Life in a beautiful light" retoma las raíces y el estilo de This is the life (2007); su simplicidad y su sentido de la felicidad. Sus canciones, conllevan un barrido a nivel de textos que van desde un viaje de infancia a Nueva York (4th Of July) hasta el derrocamiento del dictador egipcio Hosni Mubarak (Across The Nile). "Left that body long ago" está escrita sobre su abuela, que sufrió de Alzheimer. Fue la canción más difícil de componer de todo el disco. La reflexiva "In the end", es también muy personal: Esta vez Amy se centra en sí misma. Se cuestiona algo atípico entre las figuras del pop, su profesión y el sentido de todo ello.

### Under Stars(2016-presente)

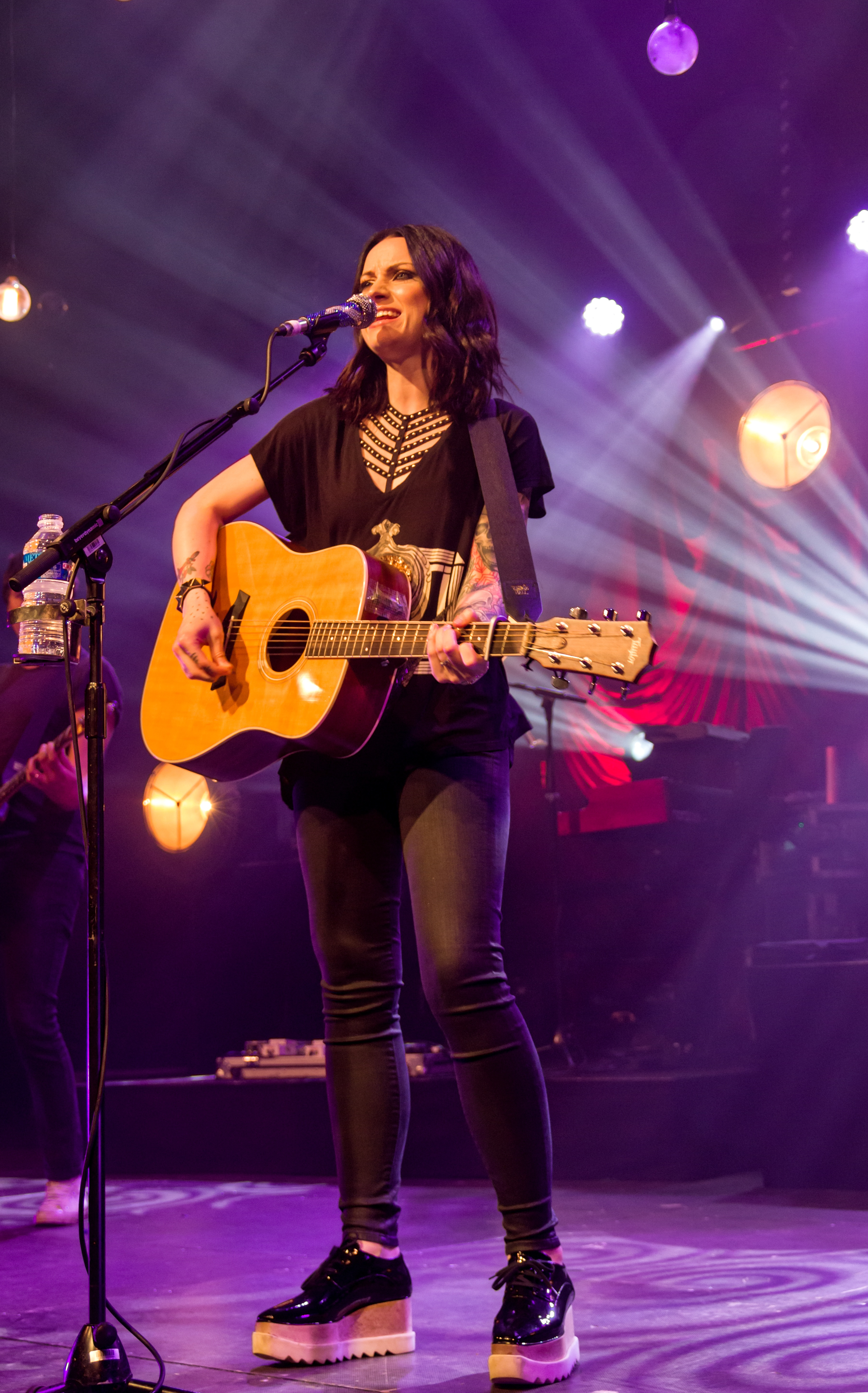
Amy MacDonald, Zelt-Musik-Festival en 2017 Friburgo de Brisgovia, Alemania.

En noviembre del 2016 Macdonald anunció que su nuevo álbum Under Stars será lanzado el 17 de febrero de 2017. Se estrenó además un video de una versión acústica de la canción del nuevo álbum "Down By The Water". Se presentó en vivo en un espectáculo de BBC Scotland Hogmanay 2017 donde presentó por primera vez el sencillo "Dream On".

## Imagen en los medios

### Estilo musical
Críticos han descrito a Macdonald cómo una voz explosiva en auge. A pesar de sus orígenes escoceses, su voz es descrita como similar a la de Dolores O'Riordan de The Cranberries. Su registro vocal es contralto.
Macdonald cita a Travis como su mayor influencia. Otras influencias incluyen a The Killers y The Libertines.

## Vida personal
En 2018 se casó con el futbolista Richard Foster.

## Nominaciones y premios
Ganó como Mejor Artista Revelación en los premios Tartan Clef y Mejor Artista Revelación en Silver Clef.
Macdonald presentó, junto a U2, en los premios ECHO Awards 2009, dónde ganó un premio en la categoría "Mejor Revelación Internacional". También ganó Mejor Álbum Internacional y Mejor Canción Internacional en los premios del 2009 Swiss Music Awards. En 2011 ganó en los Swiss Music Awards en la categoría de mejor álbum Pop/Rock internacional y en los alemanes ECHO Awards como mejor cantante femenina internacional.
| Año  | Premio                  | Categoría                                                 | Resultado |
| ---- | ----------------------- | --------------------------------------------------------- | --------- |
| 2013 | Scottish Fashion Awards | Icono de la moda escocesa                                 | Nominada  |
| 2013 | Echo Awards             | Mejor artista femenina internacional de Rock/Pop          | Nominada  |
| 2011 | Swiss music awards      | Mejor álbum internacional de Rock/Pop – 'A Curious Thing' | Ganadora  |
| 2011 | Echo Awards             | Mejor artista femenina internacional de Rock/Pop          | Ganadora  |
| 2010 | Tartan Clef Award       | Mejor álbum – 'A Curious Thing'                           | Ganadora  |
| 2009 | Swiss Music Awards      | Mejor álbum internacional – 'This Is The Life'            | Ganadora  |
| 2009 | Swiss Music Awards      | Mejor canción internacional – 'This Is The Life'          | Ganadora  |
| 2009 | Echo Awards             | Mejor artista internacional                               | Ganadora  |
| 2009 | Echo Awards             | Mejor artista femenina internacional                      | Nominada  |
| 2009 | Echo Awards             | Sencillo del año por "This Is the Life"                   | Nominada  |
| 2009 | NRJ Music Awards        | Álbum internacional del año por This Is the Life          | Nominada  |
| 2009 | NRJ Music Awards        | Revolución internacional del año                          | Nominada  |
| 2008 | Daily Record            | Persona escocesa del año                                  | Ganadora  |
| 2007 | Silver Clef Award       | Mejor revelación                                          | Ganadora  |

## Discografía
Álbumes de estudio
- 2007: This Is the Life
- 2010: A Curious Thing
- 2012: Life in a Beautiful Light
- 2017: Under Stars
- 2020: The human demands

Álbumes recopilatorios
- 2018: Woman of the world: The best of 2007 - 2018

### EP
- 2007: Amy Macdonald
- 2007: Live from Glasgow
- 2008: This Is the Life: Deluxe Edition
- 2010: This Pretty Face